# حورية فرغلي
حورية فرغلي (18 أكتوبر 1976)، ممثلة مصرية ولدت وعاشت في الإمارات وحصلت على الجنسية الإماراتية، مثلت منتخب الإمارات للفروسية. كما فازت بلقب ملكة جمال مصر عام 2002 لكنها تنازلت عن اللقب بعد ذلك لوصيفتها «نور السمري».

## حياتها
درست إدارة الأعمال في إنجلترا، بدأت حياتها الفنية عام 2010 من خلال فيلم (كلمني شكرًا)، ثم قررت دراسة التمثيل فالتحقت ولمدة عام بمدرسة (مروة جبريل السينمائية) وتعلمت أصول التمثيل الأمريكي، ثاني الأعمال التي شاركت فيها كان مسلسل (الشوارع الخلفية) عام 2011، قدمت العديد من الأدوار والشخصيات المختلفة فظهرت بدور البنت الشعبية، والفتاة الإرستقراطية، وراقصة في فيلم (كف القمر) ولعبت دور البطولة في مسلسل (المنتقم) عام 2012 وفيلمي (قلب الأسد) و(القشاش) عام 2013.
في يوم 15 مايو سنة 2021، أَعلنتْ حورية أنها كانت قد أصيبت بسحر، ثم شُفيتْ منه، وقالت «أنا بصدق بالسحر طبعا لأنه مذكور في القرآن وأنا اتعملي على فكرة ولقيته وشفته...وأنا بعد المسلسل قعدت سنة بالسرير عيانة مش عارفة أنا عندي إيه والدكاترة كلهم مش عارفين أنا عندي إيه وبعدين مامي جابتلي حد يقرأ قرآن علي وقال البنت دي معمولها حاجة...الشغالة في البيت كانت بتنظف ولقيت في حوض زرع حاجة ملفوفة ولما فتحتها لقيت ورقة مكتوب عليها بالأحمر حورية بنت نادية تصاب بالمرض وتصبح طريحة الفراش ويوقف زواجها وخلفتها ورزقها مع شعرتين من شعري».، وقبل ذلك بتسع سنوات وقعت من ظهر حصان في مسابقة فروسية فكسرَ الأنف، فعولج أنفها بأربع عمليات غير كاملة النجاح.

## أعمالها

### من المسلسلات
- الشوارع الخلفية.
- الحالة ج.
- دوران شبرا.
- حكايات بنات.
- سيدنا السيد.
- المنتقم.
- بدون ذكر أسماء.
- دكتور أمراض نسا.
- ساحرة الجنوب
- مملكة الغجر
- أيام

### من الأفلام
- كف القمر.
- رد فعل.
- حلم عزيز.
- كلمني شكراً.
- عبده موتة.
- نظرية عمتي.
- قلب الأسد.
- القشاش.
- مصور قتيل.
- ديكور.
- سالم أبو أخته.
- كيلو بامية.
- طلق صناعي 2018

## وصلات خارجية
- حورية فرغلي على موقع IMDb (الإنجليزية)
- حورية فرغلي على موقع الدهليز
- حورية فرغلي على موقع قاعدة بيانات الأفلام العربية
- حورية فرغلي على موقع قاعدة بيانات الفيلم (الإنجليزية)